# Zapora przenośna
Zapora drutowa przenośna – zapora inżynieryjna przygotowane jako oddzielne ogniwa i człony. Stosuje się ją w celu wzmocnienia terenu w natarciu, do budowy zapór w obronie w bezpośredniej styczności z przeciwnikiem, do zwalczania desantów powietrznych oraz szybkiego zamykania rowów strzeleckich i łączących oraz przejść. Obejmuje ona:
- kozły kolczaste,
- jeże kolczaste,
- walce kolczaste,
- zapory mało widoczne,
- inne.